# Ceritta
Ceritta is een geslacht van uitgestorven kreeftachtigen uit de klasse van de Ostracoda (mosselkreeftjes).

## Soorten
- Ceritta brevicerata (Knuepfer, 1968) Jordan, 1970 †
- Ceritta cerata (Jordan, 1964) Jordan, 1970 †